# Pachodynerus praecox
Pachodynerus praecox är en stekelart som först beskrevs av Henri Saussure 1856.  Pachodynerus praecox ingår i släktet Pachodynerus och familjen Eumenidae. Inga underarter finns listade i Catalogue of Life.